# Nowa książka
Nowa książka – polski film kombinowany z 1975 roku w reżyserii Zbigniewa Rybczyńskiego. Eksperymentalne dzieło Rybczyńskiego ukazuje zwyczajny epizod z życia ludzkiego w różnych ujęciach z różnych punktów widzenia.

## Treść
W Nowej książce ekran projekcji jest podzielony na dziewięć części, które przedstawiają różne miejsca akcji fabuły. Główny bohater, chcąc dokonać zakupu nowej książki, wyrusza ze swojego mieszkania i przemierza wszystkie miejsca akcji uchwycone przez kamerę, spotykając po drodze bohaterów drugoplanowych, którzy udają się w podobną podróż i mają własne motywacje. O ile protagonista początkowo znajduje się w lewym rogu ekranu, pod koniec filmu wkracza do prawego dolnego rogu ekranu.

## Produkcja
Realizator filmu, Zbigniew Rybczyński, był jednym z najbardziej znanych przedstawicieli polskiego nurtu awangardowego lat 70., Warsztatu Formy Filmowej. Rybczyński stworzył Nową książkę w ramach współpracy ze studiem Se-ma-for. Rybczyński pieczołowicie rozrysował partyturę uwzględniającą przemieszczanie się głównych postaci, poddając całość obróbce laboratoryjnej. 

## Odbiór i spuścizna

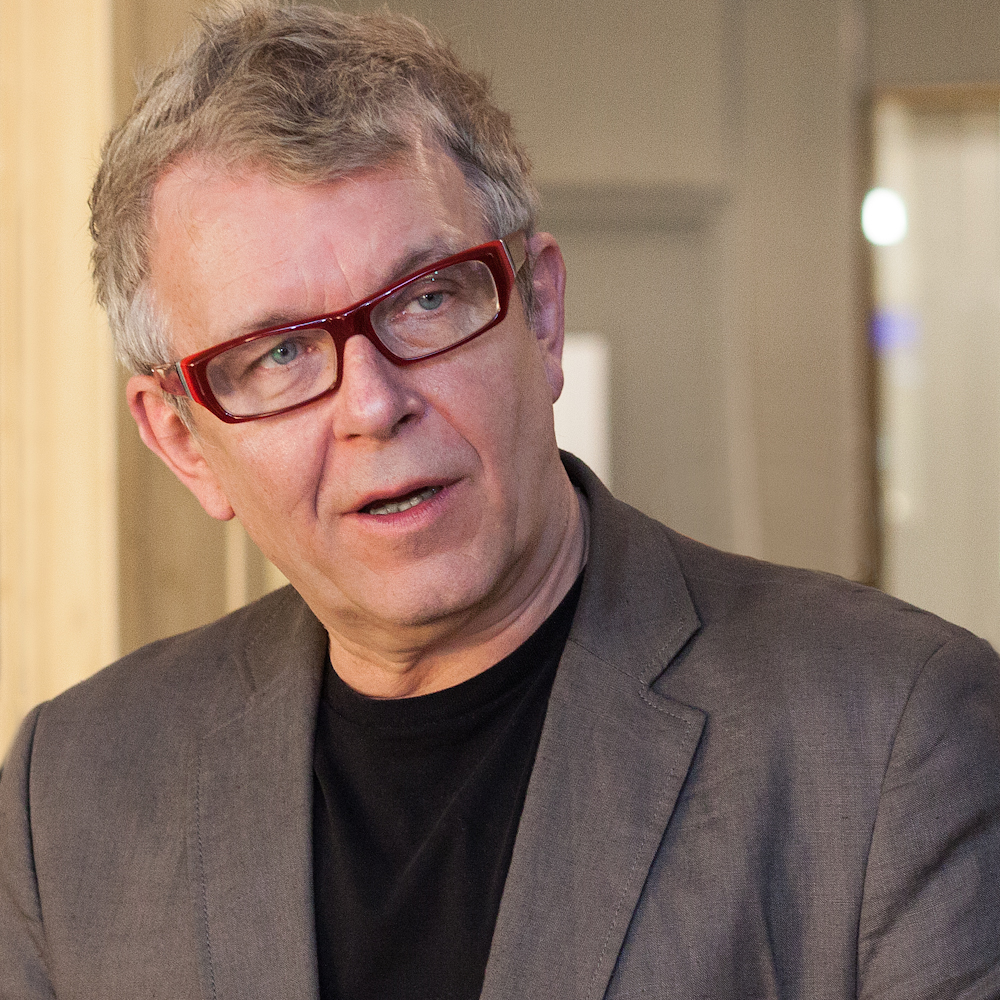
Zbigniew Rybczyński, realizator filmu (2012)

Marek Hendrykowski ocenił film jako „niebywały majstersztyk młodego mistrza”, zwracając uwagę na pionierski charakter produkcji:
Zrealizować coś takiego w tamtych czasach, czyli w roku 1976 – bez komputera i bez kamer cyfrowych, na taśmie 35 mm, w najeżonych różnego rodzaju przeszkodami i niemożnościami warunkach zwykłej peerelowskiej produkcji – graniczyło z zupełnym nieprawdopodobieństwem. A jednak Zbigniew Rybczyński dopiął swego.
Rafał Syska uznał Nową książkę za „znakomity” polski przykład amplifikacji ekranów w kinie awangardowym, przypominający prace Stana Vanderbeeka. Marcin Giżycki upatrywał inspiracji Nową książką w brytyjskim filmie Mike’a Figgisa Timecode (2000).
Nowa książka, a także inny film nakręcony dla Se-ma-fora (Oj, nie mogę się zatrzymać, 1975), wywarły głębokie wrażenie na Grzegorzu Królikiewiczu, który zatrudnił Rybczyńskiego jako operatora filmowego przy Tańczącym jastrzębiu (1977). Tango (1980), również w reżyserii Rybczyńskiego, rozwijało koncepcję przyjętą właśnie w Nowej książce. 

## Nagrody
| Rok  | Festiwal/instytucja                                           | Nagroda                              | Odbiorca            |
| ---- | ------------------------------------------------------------- | ------------------------------------ | ------------------- |
| 1976 | Międzynarodowy Festiwal Filmów Krótkometrażowych w Oberhausen | Nagroda Główna                       | Zbigniew Rybczyński |
| 1976 | Krakowski Festiwal Filmowy                                    | Brązowy Lajkonik w konkursie polskim | Zbigniew Rybczyński |
| 1977 | Międzynarodowy Festiwal Filmów Krótkometrażowych w Huesce     | Wyróżnienie                          | Zbigniew Rybczyński |
| 1977 | Międzynarodowy Festiwal Filmowy w Melbourne                   | III Nagroda                          | Zbigniew Rybczyński |